# Geolycosa urbana
Geolycosa urbana là một loài nhện trong họ Lycosidae.
Loài này thuộc chi Geolycosa. Geolycosa urbana được Octavius Pickard-Cambridge miêu tả năm 1876.